# Rällsjön
Rällsjön jest niewielkim jeziorem w środkowej Szwecji, którego powierzchnia zajmuje 2,98 km². Znajduje się w regionie administracyjnym Dalarna, w gminach Leksand i Falun. Rällsjön usytuowane jest obok drogi łączącej Falun i Rättvik. Obok jeziora znajduje się także parking z tablicą zawierającą informacje o gminie Falun.